# Comisión Malfatti
La Comisión Malfatti es el nombre utilizado para hacer referencia a la Comisión Europea presidida por Franco Maria Malfatti desde 1970 hasta el 21 de marzo de 1972. Su antecesora fue la Comisión Rey y su predecesora sería la Comisión Mansholt.
La Comisión Malfatti llegó al cargo en el momento en que el proceso de integración de la Comunidad Europea estaba siendo revitalizado: la Comunidad Europea adoptó un nuevo marco de financiación, y se comenzó la creación del mercado único europeo a través de la unión aduanera. También se habían instaurado los inicios de la Unión Económica y Monetaria y se iniciaron las conversaciones con Dinamarca, Irlanda, Noruega y el Reino Unido para la negociación de la futura ampliación de la Comunidad.

## Colegio de comisarios (1970-1972)
| Partidos Políticos Europeos |
| --- |
| Centroderecha Democracia cristiana (PPE) Centroizquierda socialdemócrata (PSE) Centro liberal (ALDE) Derecha Conservadurismo (ACRE) |

| Cartera                                                                      | Malfatti I | Malfatti I                                                                          | Malfatti I |
| ---------------------------------------------------------------------------- | ---------- | ----------------------------------------------------------------------------------- | ---------- |
| Presidente de la Comisión Europea                                            |            | Franco Maria Malfatti Italia (DC) 1 de jul. de 1970 - 21 de mar. de 1972            |            |
| Vicepresidente y Comisario de Agricultura                                    |            | Sicco Mansholt Países Bajos (PvdA) 1 de jul. de 1970 - 21 de mar. de 1972           |            |
| Vicepresidente y Comisario de Mercado Interno y Energía                      |            | Wilhelm Haferkamp Alemania Occidental (SPD) 1 de jul. de 1970 - 21 de mar. de 1972  |            |
| Comisario de Economía y Finanzas                                             |            | Raymond Barre Francia (Independiente) 1 de jul. de 1970 - 21 de mar. de 1972        |            |
| Comisario de Competencia y Política Regional                                 |            | Albert Borschette Luxemburgo (Independiente) 1 de jul. de 1970 - 21 de mar. de 1972 |            |
| Comisario de Presupuesto y Programa Económico, Asuntos Sociales y Transporte |            | Albert Coppé Bélgica (CD&V) 1 de jul. de 1970 - 21 de mar. de 1972                  |            |
| Comisario Comerio y Relaciones Exteriores                                    |            | Ralf Dahrendorf Alemania Occidental (FDP) 1 de jul. de 1970 - 21 de mar. de 1972    |            |
| Comisario de Comercio Exterior y Asistencia al desarrollo                    |            | Jean-François Deniau Francia (UDF) 1 de jul. de 1970 - 21 de mar. de 1972           |            |
| Comisario de Comercio y Asuntos Industriales                                 |            | Altiero Spinelli Italia (Independiente) 1 de jul. de 1970 - 21 de mar. de 1972      |            |

## Sucesión
| Predecesor: Comisión Rey | Comisión Europea 1970 - 1972 | Sucesor: Comisión Mansholt |